# Фрамери, Никола-Этьен
Никола́-Этье́н Фрамери́ (фр. Nicolas-Étienne Framery; 25 марта 1745, Руан — 26 ноября 1810, Париж) — французский драматург, композитор, поэт и писатель

.

## Биография
В 17-летнем возрасте был принят в парижский Итальянский театр, представив для постановки одноактную пьесу «Новая Ева», подвергшуюся полицейскому запрету и не поставленную. В дальнейшем создал для этого театра целый ряд опер — как оригинальных, в числе которых «Ведьма по случаю» (фр. La sorcière par hasard; 1783), так и представлявших собой переработки популярных итальянских опер: среди последних наибольшей популярностью пользовалась «Колония, или Новое селение» (англ. La Colonie; 1775) — переделка «Острова любви» (итал. L’isola d’amore) Антонио Саккини, — эта опера особо исполнялась в Фонтенбло перед Людовиком XVI; несколько переработок были созданы Фрамери на основе опер Джованни Паизиелло.
Фрамери много выступал со статьями о музыке. В 1770-е гг. он редактировал основанную в 1774 году Матоном «Музыкальную газету» (Journal de musique), затем вёл музыкальный раздел в газете «Mercure de France», писал статьи для Музыкального словаря, был автором статей о музыке в фундаментальной «Методической энциклопедии».
Фрамери первый пришёл к мысли — в статье «Об организации спектаклей в Париже…» (фр. De l’organisation des spectacles de Paris; 1790) — о необходимости учреждения бюро, целью которого бы было следить за получением поспектакльной платы драматических писателей и композиторов. Основанное им для этой цели бюро подготовило почву для учреждения Общества драматических писателей и композиторов.
Кроме всего прочего, Фрамери перевёл на французский язык «Ад» из «Божественной комедии» Данте (1785) и «Неистового Роланда» Ариосто (1787).